# (31954) Georgiebotev
2000 GJ126 (asteroide 31954) é um asteroide da cintura principal. Possui uma excentricidade de 0.12755560 e uma inclinação de 6.88173º.
Este asteroide foi descoberto no dia 7 de abril de 2000 por LINEAR em Socorro.